# Amplirhagada cambridgensis
Amplirhagada cambridgensis är en snäckart som beskrevs av Alan Solem 1988. Amplirhagada cambridgensis ingår i släktet Amplirhagada och familjen Camaenidae. Inga underarter finns listade i Catalogue of Life.